# Conroy Point
Conroy Point är en udde i Antarktis. Den ligger på Moe Island i Sydorkneyöarna. Argentina och Storbritannien gör anspråk på området.
Terrängen inåt land är huvudsakligen kuperad, men den allra närmaste omgivningen är platt. Havet är nära Conroy Point åt sydväst. Trakten är obefolkad.